# Aloe comosa
Aloe comosa es una especie de aloe nativo de  África, especialmente de las regiones de Sudáfrica.

## Hábitat
Tiene una distribución muy pequeña en el invierno en la zona Sur de África. Se produce sólo en una pequeña sección de la parte noroeste del Cabo Occidental: justo al norte de la ciudad de Clanwilliam y protegido en la limítrofe de la Ceres Karoo. Soporta el calor extremo (por encima de 40 °C), pero puede sobrevivir a temperaturas suaves en invierno (-1 °C).
Fue descubierto en el Valle del Río Olifants en 1905.  La palabra comosa significa que tiene mechones de hojas.
Está clasificada como rara en su hábitat natural. Las razones de esto son principalmente debido a la destrucción del hábitat a través de las prácticas agrícolas irracionales, distribución limitada y la recolección ilegal de plantas por exceso de celo de los coleccionistas.

## Descripción
Es una planta con un solo tallo que en condiciones favorables puede alcanzar una altura de 2 m; cuando está en flor, la altura total puede ser más de 5 m por la floración de la espiga que  puede alcanzar alturas de 3 metros o más.
Las hojas son de color azul-verde, suave y ligeramente recurvada (doblada hacia atrás). Los márgenes de las hojas tienen pequeñas espinas de color rojo marrón. La inflorescencia es ramificada y normalmente con no más de tres espigas de flores que salen de la corona. Las floresson de color rosa-crema o marfil-rosa.  En la mayoría de los casos las espigas de flores son bicolores: pálido en la parte inferior de la espiga con un tono rosa más oscuro en las partes superiores.
La polinización se realiza principalmente por las abejas. Es posible que tarde algunos meses en polinizar esta especie.

## Taxonomía
Aloe comosa fue descrita por Marloth & A.Berger y publicado en Botanische Jahrbücher für Systematik, Pflanzengeschichte und Pflanzengeographie 38: 86. 1905.
Etimología
Ver: Aloe
comosa: epíteto latino  que significa "peluda".